# Степанос Сюнеци (первый)
Степанос Сюнеци, (арм. Ստեփանոս Սյունեցի; годы рож. и см. неизв.) — армянский поэт-музыкант V века, епископ Сюника. Вероятно был одним из младших учеников Месропа Маштоца и Саака Партева. В армянском «Шаракноце» сохранилось 80 его произведений. Произведения Сюнеци отличаются высокой художественной ценностью, эмоциональной непосредственностью и выразительностью. Его стихи и гимны («Благословение воскрешения») сохранили характерные черты армянской гимнографии второй половины V столетия.